# Ildar Abdrazakov
Ildar Abdrazakov   (Ufà, 26 de setembre de 1976) és una cantant d'òpera de la corda de baix.

## Joventut i carrera
Ildar Abdrazakov va néixer a la República de Baixkíria, Rússia. El seu germà gran, Askar, també és un baix professional d'òpera; han actuat junts, sobretot a l'Òpera Nacional de Washington. Els seus pares eren tots dos artistes: la seva mare pintora i el seu pare (mort) director. Es va unir al Teatre d'Òpera i Ballet Bashkirian després de graduar-se a l'Institut Estatal d'Arts d'Ufa. Va guanyar diversos concursos vocals a finals de la dècada de 1990, com ara el Gran Premi de Moscou, el Concurs Internacional de Vocal Glinka, el Concurs Internacional Rimsky-Korsakov i el Concurs Internacional Elena Obraztsova de Cantants d'Òpera Joves. La victòria d'Abdrazakov l'any 2000 al Concurs Internacional de Televisió Maria Callas de Parma va portar al seu debut en recital a La Scala el 2001.

## Obra d'òpera i concert
Abdrazakov va fer el seu debut a l'Òpera Metropolitana l'any 2004 amb Don Giovanni amb James Levine i des de llavors hi ha aparegut regularment. El 2008–09 va encapçalar una nova producció dAttila de Verdi, i el 2011 va debutar com a Enric VIII en una nova producció d'obertura de temporada dAnna Bolena de Donizetti amb Anna Netrebko. A la temporada 2004–05, Abdrazakov es va unir a Riccardo Muti en un concert per a la reobertura del Teatro alla Scala i va cantar el paper de Moisès en una producció de Moïse et Pharaon de Rossini. La producció va ser gravada i llançada en CD i DVD. El 2009, Abdrazakov va fer el seu debut al Festival de Salzburg en el mateix paper; la nova producció també va ser liderada per Muti. Abdrazakov va aparèixer per primera vegada a la Royal Opera House de Londres l'any 2009, interpretant el Rèquiem de Verdi en concert amb Antonio Pappano, i des de llavors ha tornat allà per cantar Don Basilio a Il barbiere di Siviglia de Rossini. A la temporada 2012–13, Abdrazakov interpreta els papers principals a Don Giovanni a l'Òpera Nacional de Washington i a l'Òpera Metropolitana, així com el de Le nozze di Figaro al Met.
Al teatre Mariinsky, Abdrazakov ha interpretat el personatge principal i Leporello a Don Giovanni de Mozart; Méphistophélès a Faust de Gounod i La Damnation de Faust d'Hector Berlioz; Oroveso a la Norma de Bellini; Selim a Il turco in Italia i Assur a Semiramide ambdues de Rossini. A més d'Attila, els altres papers d'Abdrazakov a Verdi inclouen Banquo a Macbeth, Walter a Luisa Miller i el personatge principal a Oberto. Abdrazakov també ha actuat al Liceu de Barcelona, al Teatro Real de Madrid, a l'Òpera Bastille de París, a l'Òpera de San Francisco, a l'Òpera Nacional de Washington i a l'Òpera de Los Angeles. A l'escenari de concerts, ha donat recitals a Rússia, Itàlia, Japó i els Estats Units, i ha actuat amb orquestres com la Chicago Symphony, Filharmònica de Viena, Gewandhaus Orchestra de Leipzig, la Bayerischer Rundfunk, Filharmònica de Rotterdam, l'Orchestre National, de França, lOrquestra Filarmonica della Scala i l'Accademia Nazionale di Santa Cecilia de Roma. Ha col·laborat amb directors com Riccardo Muti, Valery Gergiev, James Levine, Gianandrea Noseda, Bertrand de Billy, Riccardo Frizza, Riccardo Chailly i Antonio Pappano. El 2017 va tornar al Festival d'Òpera Rossini de Pesaro per actuar en un concert amb el director Ivan Lopez-Reynoso. Ha interpretat el personatge principal de l'Attila de Verdi a l'obertura de la temporada 2018/2019 del Teatro alla Scala, sota la direcció de Riccardo Chailly i amb David Livermore com a director d'escena.

## Altres activitats
Des del 2015 Ildar Abdrazakov dirigeix l'Acadèmia Internacional de Música Elena Obraztsova de Sant Petersburg. El 2016 va establir la Fundació Ildar Abdrazakov de suport a joves artistes per promoure músics joves amb talent. Des del 2018 organitza anualment festivals a Rússia, convidant cantants de renom a oferir-hi concerts i classes magistrals.

## Aparicions al cinema i a la televisió
Ildar Abdrazakov va aparèixer com a Feodor Chaliapin en pel·lícules i sèries de televisió diverses vegades. El 2014 va actuar a la pel·lícula de comèdia Yolki 1914 i, de nou, el 2022 a la sèrie de televisió "Karamora" dirigida per Danila Kozlovsky, un thriller a gran escala ple d'acció que explica una història alternativa de l'Imperi Rus prerevolucionari.
El 2020, juntament amb Svetlana Zakharova, va aparèixer com a presentador a la tercera temporada del programa de televisió de competició de ballet rus "Bolshoi Ballet" emès a Russia-K.
Està casat amb la mezzosoprano Olga Borodina i és germà del baix Askar Abdrazakov.